# Liste des princesses de Tarente
Cet article présente la liste des princesses de Tarente, une principauté du sud de l'Italie.

## Princesses de Tarente

### Maison de Hauteville(1088-1194)
| Portrait | Nom (dates)                     | Époux                                                                                 | Titres | Eléments biographiques |
| -------- | ------------------------------- | ------------------------------------------------------------------------------------- | --- | --- |
|          | Constance de France (1078-1126) | - Hugues Ier de Champagne (mariage en 1093) - Bohémond de Tarente (mariage en 1106)   | - Comtesse de Troyes (1093-1104) - Comtesse de Champagne (1102-1104) - Princesse de Tarente et d'Antioche (1106-1111) | - Princesse capétienne. Fille de Philippe Ier de France et de Berthe de Hollande. - Mère de Bohémond II d'Antioche.                                                                          |
|          | Alix de Jérusalem (1110-1151)   | - Bohémond II d'Antioche (mariage en 1126)                                            | - Princesse de Tarente et d'Antioche (1126-1130)                                                                      | - Princesse de la Maison de Rethel. Fille de Baudouin II de Jérusalem et de Morfia de Malatya. - Mère de Constance d'Antioche.                                                               |
|          | Elvire de Castille (1100-1135)  | - Roger II de Sicile (mariage en 1117)                                                | - Comtesse (1117-1130) puis reine (1130-1135) de Sicile - Princesse de Tarente (1128-1132)                            | - Princesse de la Maison Jiménez. Fille d'Alphonse VI de León et de Zaida de Séville. - Mère de Roger III d'Apulie, de Tancrède de Bari, d'Alphonse de Capoue et de Guillaume Ier de Sicile. |
|          | Jeanne d'Angleterre (1165-1199) | - Guillaume II de Sicile (mariage en 1177) - Raymond VI de Toulouse (mariage en 1196) | - Reine de Sicile et princesse de Tarente (1177-1189) - Comtesse de Toulouse (1196-1199)                              | - Princesse de la Maison Plantagenêt. Fille d'Henri II d'Angleterre et d'Aliénor d'Aquitaine. - Mère de Raymond VII de Toulouse.                                                             |
|          | Sibylle d'Acerra (1165-1295)    | - Tancrède de Lecce                                                                   | - Reine de Sicile et princesse de Tarente (1189-1194) - Régente de Sicile (1194)                                      | - Fille de Roger d'Acerra. - Mère de Roger III de Sicile, de Guillaume III de Sicile et d'Elvire de Lecce.                                                                                   |

### Maison de Hohenstaufen(1194-1266)
| Portrait | Nom (dates)                          | Époux                                                                               | Titres | Eléments biographiques |
| -------- | ------------------------------------ | ----------------------------------------------------------------------------------- | --- | --- |
|          | Constance de Hauteville (1154-1198)  | - Henri VI du Saint-Empire (mariage en 1186)                                        | - Reine de Germanie (1186-1197) - Impératrice du Saint-Empire (1191-1197) - Reine de Sicile et princesse de Tarente (1194-1197)                                                                 | - Princesse de la Maison de Hauteville. Fille de Roger II de Sicile et de Beatrix de Rethel. - Mère de Frédéric II du Saint-Empire.                      |
|          | Constance d'Aragon (1179-1222)       | - Imre de Hongrie (mariage en 1198) - Frédéric II du Saint-Empire (mariage en 1209) | - Reine de Hongrie (1198-1204) - Reine de Sicile et princesse de Tarente (1209-1222) - Duchesse de Souabe (1212-1216) - Reine de Germanie (1212-1220) - Impératrice du Saint-Empire (1220-1222) | - Princesse de la Maison de Barcelone. Fille d'Alphonse II d'Aragon et de Sancha de Castille. - Mère de Ladislas III de Hongrie et d'Henri II de Souabe. |
|          | Isabelle II de Jérusalem (1212-1228) | - Frédéric II du Saint-Empire (mariage en 1225)                                     | - Reine de Jérusalem (de plein droit, 1212-1228) - Impératrice du Saint-Empire, reine de Germanie et de Sicile, princesse de Tarente (1225-1228)                                                | - Princesse de la Maison de Brienne. Fille de Jean de Brienne et de Marie de Montferrat. - Mère de Conrad IV de Hohenstaufen.                            |
|          | Isabelle d'Angleterre (1214-1241)    | - Frédéric II du Saint-Empire (mariage en 1235)                                     | - Impératrice du Saint-Empire, reine de Sicile et princesse de Tarente (1235-1241) - Reine de Germanie (1235-1237)                                                                              | - Princesse de la Maison Plantagenêt. Fille de Jean sans Terre et d'Isabelle d'Angoulême. - Mère de Marguerite de Sicile.                                |
|          | Hélène Ange Doukas (1242-1271)       | - Manfred Ier de Sicile (mariage en 1259)                                           | - Reine de Sicile et princesse de Tarente (1259-1266) | - Princesse de la Famille Ange. Fille de Michel II Doukas et de Théodora Petraliphaina.                                                                  |

### Maison de Brienne(1200-1205)
| Nom (dates)              | Époux                                      | Titres                                                    | Eléments biographiques |
| ------------------------ | ------------------------------------------ | --------------------------------------------------------- | --- |
| Elvire de Lecce (?-1216) | - Gautier III de Brienne (mariage en 1200) | - Princesse de Tarente et comtesse de Brienne (1200-1205) | - Princesse de la Maison de Hauteville. Fille de Tancrède de Lecce et de Sibylle d'Acerra. - Mère de Gauthier IV de Brienne. |

### Maison capétienne d'Anjou-Sicile(1266-1374)
| Portrait | Nom (dates)                                  | Époux | Titres | Eléments biographiques | Armoiries |
| -------- | -------------------------------------------- | --- | --- | --- | --------- |
|          | Béatrice de Provence (1229-1267)             | - Charles Ier d'Anjou (mariage en 1246)                                                                               | - Comtesse de Provence et de Forcalquier (de plein droit, 1245-1267) - Comtesse d'Anjou et du Maine (1246-1267) - Reine de Sicile et de Naples, princesse de Tarente (1266-1267)                                                  | - Princesse de la Maison de Barcelone. Fille de Raymond-Bérenger IV de Provence et de Béatrice de Savoie. - Mère de Blanche d'Anjou, de Béatrice de Sicile, de Charles II d'Anjou et d'Isabelle d'Anjou. |           |
|          | Marguerite de Bourgogne-Tonnerre (1250-1308) | - Charles Ier d'Anjou (mariage en 1268)                                                                               | - Comtesse de Tonnerre (de plein droit, 1262-1308) - Reine de Sicile (1268-1282) - Reine de Naples, princesse de Tarente, comtesse d'Anjou et du Maine (1268-1285) - Reine d'Albanie (1272-1285) - Princesse d'Achaïe (1278-1285) | - Princesse de la Maison capétienne de Bourgogne. Fille d'Eudes de Bourgogne et de Mathilde II de Bourbon. |           |
|          | Marie de Hongrie (1257-1323)                 | - Charles II d'Anjou (mariage en 1270)                                                                                | - Comtesse de Provence et de Forcalquier (1270-1309) - Reine de Naples (1285-1309) - Reine d'Albanie et princesse de Tarente (1285-1294) - Comtesse d'Anjou et du Maine (1285-1290) - Princesse d'Achaïe (1285-1289)              | - Princesse de la dynastie Árpád. Fille d'Etienne V de Hongrie et d'Élisabeth la Coumane. - Mère de Charles Martel de Hongrie, de Marguerite d'Anjou, de Louis d'Anjou, de Robert Ier de Naples, de Philippe Ier de Tarente, de Blanche d'Anjou, d'Éléonore d'Anjou, de Marie d'Anjou, de Jean de Durazzo et de Béatrice d'Anjou. |           |
|          | Thamar Ange Doukas (1277-1311)               | - Philippe Ier de Tarente (mariage en 1294)                                                                           | - Princesse de Tarente (1294-1309) - Princesse d'Achaïe (1307-1309) | - Princesse de la Famille Ange. Fille de Nicéphore Ier Doukas et d'Anne Paléologue Cantacuzène. - Mère de Jeanne de Tarente. |           |
|          | Catherine de Valois-Courtenay (1303-1346)    | - Philippe Ier de Tarente (mariage en 1313)                                                                           | - Impératrice titulaire de Constantinople (de plein droit, 1307-1346) - Princesse de Tarente (1313-1332) | - Princesse de la Maison de Valois. Fille de Charles de Valois et de Catherine de Courtenay. - Mère de Robert de Tarente, de Louis de Tarente et de Philippe II de Tarente. |           |
|          | Marie de Bourbon (1318-1387)                 | - Guy de Lusignan (mariage en 1330) - Robert de Tarente (mariage en 1347)                                             | - Impératrice titulaire de Constantinople et princesse de Tarente (1347-1364) - Princesse d'Achaïe (1347-1364 puis de plein droit 1364-1370)                                                                                      | - Princesse de la Maison de Bourbon. Fille de Louis Ier de Bourbon et de Marie d'Avesnes. - Mère d'Hugues de Lusignan. |           |
|          | Marie de Calabre (1328-1366)                 | - Charles de Durazzo (mariage en 1343) - Robert des Baux (mariage en 1348) - Philippe II de Tarente (mariage en 1355) | - Duchesse de Durazzo (1343-1348) - Dame des Baux et comtesse d'Avellino (1348-1354) - Impératrice titulaire de Constantinople et princesse de Tarente (1364-1366)                                                                | - Princesse de la Maison capétienne d'Anjou-Sicile. Fille de Charles de Calabre et de Marie de Valois. - Mère de Jeanne de Durazzo, d'Agnès de Durazzo et de Marguerite de Durazzo. |           |
|          | Élisabeth de Slavonie (1352-1380)            | - Philippe II de Tarente (mariage en 1370)                                                                            | - Impératrice titulaire de Constantinople, princesse de Tarente et d'Achaïe (1370-1373) | - Princesse de la Maison capétienne d'Anjou-Sicile. Fille d'Étienne de Slavonie et de Marguerite de Bavière. |           |

### Maison des Baux(1374-1383)
| Nom (dates)                  | Époux                                                                            | Titres | Eléments biographiques                                                                                  |
| ---------------------------- | -------------------------------------------------------------------------------- | --- | --- |
| Agnès de Durazzo (1345-1383) | - Cansignorio della Scala (mariage en 1363) - Jacques des Baux (mariage en 1382) | - Dame de Vérone (1363-1375) - Impératrice titulaire de Constantinople, princesse de Tarente et d'Achaïe (1382-1383) | - Princesse de la Maison capétienne d'Anjou-Sicile. Fille de Charles de Durazzo et de Marie de Calabre. |

### Famille Orsini(1393-1406)
| Nom (dates)                 | Époux                                                                                    | Titres | Eléments biographiques | Armoiries |
| --------------------------- | ---------------------------------------------------------------------------------------- | --- | --- | --------- |
| Marie d'Enghien (1367-1446) | - Raimondo del Balzo Orsini (mariage en 1385) - Ladislas Ier de Naples (mariage en 1406) | - Comtesse de Lecce (de plein droit, 1384-1446) - Duchesse d'Andria (1385-1406) - Princesse de Tarente (de plein droit, 1399-1414) - Reine de Naples (1406-1414) | - Princesse de la Maison d'Enghien. Fille de Jean d'Enghien et de Sancie Orsini des Baux. - Mère de Giovanni Antonio del Balzo Orsini et de Catherine del Balzo Orsini. |           |

### Maison capétienne d'Anjou-Sicile(1406-1420)
| Portrait | Nom (dates)                     | Époux                                                                                    | Titres | Eléments biographiques | Armoiries |
| -------- | ------------------------------- | ---------------------------------------------------------------------------------------- | --- | --- | --------- |
|          | Marie d'Enghien (1367-1446)     | - Raimondo del Balzo Orsini (mariage en 1385) - Ladislas Ier de Naples (mariage en 1406) | - Comtesse de Lecce (de plein droit, 1384-1446) - Duchesse d'Andria (1385-1406) - Princesse de Tarente (de plein droit, 1399-1414) - Reine de Naples (1406-1414)                                              | - Princesse de la Maison d'Enghien. Fille de Jean d'Enghien et de Sancie Orsini des Baux. - Mère de Giovanni Antonio del Balzo Orsini et de Catherine del Balzo Orsini. |           |
|          | Jeanne II de Naples (1373-1435) | - Guillaume d'Autriche (mariage en 1401) - Jacques II de Bourbon (mariage en 1415)       | - Duchesse d'Autriche intérieure et antérieure (1401-1406) - Reine de Naples (de plein droit, 1414-1435) - Princesse de Tarente (de plein droit, 1414-1420) - Comtesse de la Marche et de Castres (1415-1419) | - Princesse de la Maison capétienne d'Anjou-Sicile. Fille de Charles III de Naples et de Marguerite de Durazzo.                                                         |           |

### Famille Orsini(1420-1463)
| Nom (dates)  | Époux                                                 | Titres | Eléments biographiques                                               |
| ------------ | ----------------------------------------------------- | --- | -------------------------------------------------------------------- |
| Anna Colonna | - Giovanni Antonio del Balzo Orsini (mariage en 1417) | - Princesse de Tarente (1420-1463) - Comtesse de Matera (1433-1463) - Comtesse de Lecce (1446-1463) - Comtesse d'Ugento (1453-1463) | - Princesse de la Famille Colonna. Fille de Lorenzo Onofrio Colonna. |

### Famille Chiaromonte(1463-1465)
| Portrait | Nom (dates)                     | Époux                                       | Titres | Eléments biographiques |
| -------- | ------------------------------- | ------------------------------------------- | --- | --- |
|          | Isabelle de Tarente (1424-1465) | - Ferdinand Ier de Naples (mariage en 1444) | - Duchesse de Calabre (1444-1458) - Reine de Naples (1458-1465) - Princesse de Tarente (de plein droit, 1463-1465) | - Princesse de la Famille Chiaromonte. Fille de Tristan de Clermont-Lodève et de Catherine Orsini des Baux. - Mère d'Alphonse II de Naples, d'Éléonore de Naples, de Frédéric Ier de Naples, de Jean d'Aragon et de Béatrice de Naples. |

### Maison de Trastamare(1465-1501)
| Nom (dates)                   | Époux                                      | Titres | Eléments biographiques                                                                                                |
| ----------------------------- | ------------------------------------------ | --- | --- |
| Isabelle des Baux (1465-1533) | - Frédéric Ier de Naples (mariage en 1486) | - Duchesse d'Andria et de Venosa, princesse d'Altamura (de plein droit, 1487-1533) - Reine de Naples et princesse de Tarente (1496-1501) | - Princesse de la Maison des Baux. Fille de Pietro del Balzo et de Maria Donata Orsini. - Mère de Ferdinand d'Aragon. |

## Princesses titulaires de Tarente

### Maison de Trastamare(1501-1506)
| Nom (dates)                   | Époux                                      | Titres | Eléments biographiques                                                                                                |
| ----------------------------- | ------------------------------------------ | --- | --- |
| Isabelle des Baux (1465-1533) | - Frédéric Ier de Naples (mariage en 1486) | - Duchesse d'Andria et de Venosa, princesse d'Altamura (de plein droit, 1487-1533) - Reine de Naples et princesse de Tarente (1496-1501) - Reine titulaire de Naples et princesse titulaire de Tarente (1501-1506) | - Princesse de la Maison des Baux. Fille de Pietro del Balzo et de Maria Donata Orsini. - Mère de Ferdinand d'Aragon. |

### Maison de Laval(1506-1554)
| Nom (dates)               | Époux                                        | Titres | Eléments biographiques |
| ------------------------- | -------------------------------------------- | --- | --- |
| Anne de Laval (1505-1554) | - François de La Trémoille (mariage en 1521) | - Princesse de Tarente (de plein droit, 1506-1554) - Princesse de Talmond, comtesse de Guînes, vicomtesse de Thouars, baronne de Sully (1524-1541) | - Princesse de la Maison de Laval. Fille de Guy XVI de Laval et de Charlotte d'Aragon-Naples. - Mère de Louis III de La Trémoille. |

### Maison de La Trémoille(1554-1971)
| Portrait | Nom (dates)                                      | Époux                                                         | Titres | Eléments biographiques |
| -------- | ------------------------------------------------ | ------------------------------------------------------------- | --- | --- |
|          | Jeanne de Montmorency (1528-1596)                | - Louis III de La Trémoille (mariage en 1549)                 | - Vicomtesse (1549-1563), puis duchesse de Thouars (1563-1577) - Princesse de Talmond, comtesse de Taillebourg, baronne de Sully (1549-1577) - Princesse de Tarente (1554-1577)                                                        | - Princesse de la Maison de Montmorency. Fille d'Anne de Montmorency et de Madeleine de Savoie. - Mère de Claude de La Trémoille et de Charlotte-Catherine de La Trémoille.                                                              |
|          | Charlotte-Brabantine d'Orange-Nassau (1580-1631) | Claude de La Trémoille (mariage en 1598)                      | - Duchesse de Thouars, princesse de Tarente et de Talmond, comtesse de Taillebourg, baronne de Sully (1598-1604) | - Princesse de la Maison d'Orange-Nassau. Fille de Guillaume Ier d'Orange-Nassau et de Charlotte de Montpensier. - Mère d'Henri Ier de La Trémoille et de Charlotte de la Trémoille.                                                     |
|          | Marie de La Tour d'Auvergne (1601-1665)          | - Henri Ier de La Trémoille (mariage en 1619)                 | - Duchesse de Thouars, princesse de Tarente et de Talmond, comtesse de Taillebourg et de Laval, baronne de Sully (1619-1665) | - Princesse de la Maison de La Tour d'Auvergne. Fille d'Henri de La Tour d'Auvergne et d'Élisabeth-Flandrika d'Orange-Nassau. - Mère d'Henri II de la Trémoille, de Louis-Maurice de La Trémoille et de Marie-Charlotte de La Trémoille. |
|          | Madeleine de Créquy (1662-1707)                  | - Charles Belgique Hollande de La Trémoille (mariage en 1675) | - Duchesse de Thouars, princesse de Tarente et de Talmond, comtesse de Laval (1675-1707) | - Princesse de la Famille de Créquy. Fille de Charles III de Créquy et d'Anne-Armande de Saint-Gelais de Lansac. - Mère de Charles Louis Bretagne de La Trémoille et de Marie-Armande de La Trémoille.                                   |
|          | Marie-Madeleine Motier de La Fayette (1691-1717) | - Charles Louis Bretagne de La Trémoille (mariage en 1706)    | - Duchesse de Thouars, princesse de Tarente et de Talmond, comtesse de Laval (1707-1717) | - Princesse de la Famille Motier de La Fayette. Fille de René-Armand de La Fayette et de Marie-Madeleine de Marillac. - Mère de Charles Armand René de La Trémoille.                                                                     |
|          | Marie-Hortense de La Tour d'Auvergne (1704-?)    | - Charles Armand René de La Trémoille (mariage en 1725)       | - Duchesse de Thouars, princesse de Tarente et de Talmond, comtesse de Laval (1725-1741) | - Princesse de la Maison de La Tour d'Auvergne. Fille d'Emmanuel-Théodose de La Tour d'Auvergne et de Marie-Armande de La Trémoille. - Mère de Jean-Bretagne-Charles de La Trémoille.                                                    |
|          | Marie-Geneviève de Durfort (1735-1762)           | - Jean-Bretagne-Charles de La Trémoille (mariage en 1751)     | - Duchesse de Thouars, princesse de Tarente et de Talmond, comtesse et de Lava (1751-1762) | - Princesse de la Maison de Durfort. Fille de Guy-Michel de Durfort de Lorges et d'Élisabeth-Philippine de Poitiers de Rye. |
|          | Marie-Maximilienne de Salm-Kyrbourg (1744-1790)  | - Jean-Bretagne-Charles de La Trémoille (mariage en 1763)     | - Duchesse de Thouars, princesse de Tarente et de Talmond, comtesse de Laval (1763-1790) | - Princesse de la Maison de Salm. Fille de Philippe-Joseph de Salm-Kyrbourg et de Maria Theresia von Hornes. - Mère de Charles-Bretagne-Marie de La Trémoille, d'Antoine-Philippe de La Trémoille et de Louis-Stanislas de La Trémoille. |
|          | Louise-Emmanuelle de Châtillon (1763-1814)       | - Charles-Bretagne-Marie de La Trémoille (mariage en 1781)    | - Dame du palais de la reine Marie-Antoinette d'Autriche (1782-1792) - Duchesse de Thouars, princesse de Tarente et de Talmond, comtesse de Laval (1792-1814) - Dame d'honneur de la tsarine Sophie-Dorothée de Wurtemberg (1797-1801) | - Princesse de la Maison de Châtillon. Fille de Louis Gaucher de Châtillon et d’Adrienne Émilie Félicité de La Baume Le Blanc. |
|          | Marie-Virginie de Saint-Didier (?-1829)          | - Charles-Bretagne-Marie de La Trémoille (mariage en 1817)    | - Duchesse de Thouars, princesse de Tarente et de Talmond, comtesse de Laval (1817-1829) | - Princesse de la Famille de Saint-Didier. Fille d'Antoine de Saint-Didier. |
|          | Joséphine Walsh de Serrant (1810-1887)           | - Charles-Bretagne-Marie de La Trémoille (mariage en 1830)    | - Duchesse de Thouars, princesse de Tarente et de Talmond, comtesse de Laval (1830-1839) | - Princesse de la Famille Walsh-Serrant. Fille d'Antoine de Walsh-Serrant et de Louise Rigaud de Vaudreuil. - Mère de Louis-Charles de La Trémoille.                                                                                     |
|          | Marguerite Tanneguy Duchâtel (1840-1913)         | - Louis-Charles de La Trémoille (mariage en 1862)             | - Duchesse de Thouars, princesse de Tarente et de Talmond, comtesse de Laval (1862-1911) | - Princesse de la Famille Tanneguy-Duchâtel. Fille de Charles-Marie Tanneguy-Duchâtel et d'Églé-Rosalie Paulée. - Mère de Louis-Charles-Marie de La Trémoille.                                                                           |
|          | Hélène Pillet-Will (1875-1964)                   | - Louis-Charles-Marie de La Trémoille (mariage en 1892)       | - Duchesse de Thouars, princesse de Tarente et de Talmond, comtesse de Laval (1911-1921) | - Princesse de la Famille Pillet-Will. Fille de Frédéric Pillet-Will et de Clotilde Briatte. - Mère de Louis-Jean-Marie de La Trémoille.                                                                                                 |